# مؤدي المشاهد الخطيرة

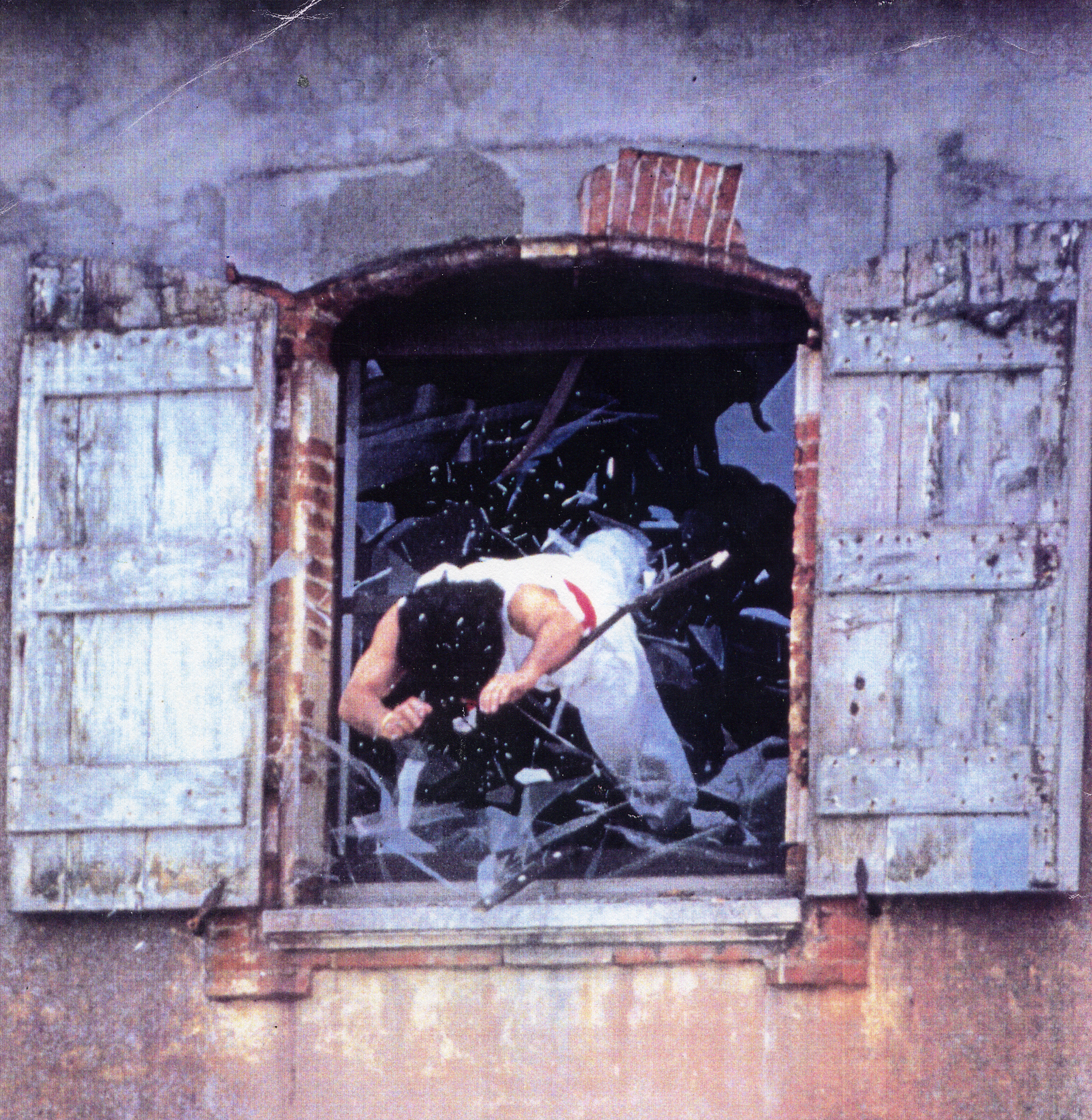
الهروب من نافذة زجاجية

رجل المُثيرات أو المُجَازِف أو مؤدي المشاهد الخطيرة أو ممثل بديل أو مؤدي حيل هو فنان متخصص في أداء أدوار خطيرة، غالبا ما يكون خلف الأضواء حيث يتم توظيفه عوض الممثل الأصلي ليقوم بتأدية مشاهد وحركات صعبة محفوفة بالمخاطر، تستدعي مهارة ورشاقة بدنية ومرونة جسمانية ونفسية عالية يصعب أداؤها على البطل الرئيسي.
بسسب تكاليف تأمينات وأجور الممثلين الباهضة أصبحت شركات صناعة الأفلام تعتمد بشكل كبير على الممثل البديل أو الممثلة البديلة لأداء مشاهد خطرة يستدعيها السياق الدرامي لأفلام التشويق والإثارة، كسائق سيارات أو دراجات محترف أو مراوغ طائرات أو لاعب جمباز أو مقاتل يتقن فنون الحربية أو للقفز من مبنى لآخر أو ركوب الخيول وغيرها حسب نوعية التخصص لذلك غالبا ما يكون للممثل عدة ممثلين بدلاء شبيهين به في الشكل والملبس. وذلك مخافة إصابة الأبطال الأساسيين للعمل ما قد يؤدي إلى توقيف التصوير أو إلغاءه وإلحاق خسارات جسيمة بشركات الإنتاج والمنتجين.

## مختلف تخصصات مؤدوا المشاهد الخطيرة
يمكن لمؤدي المشاهد الخطيرة أن يتخصص في نوع واحد أو أكثر من المشاهد.

### التخصصات الرئيسية

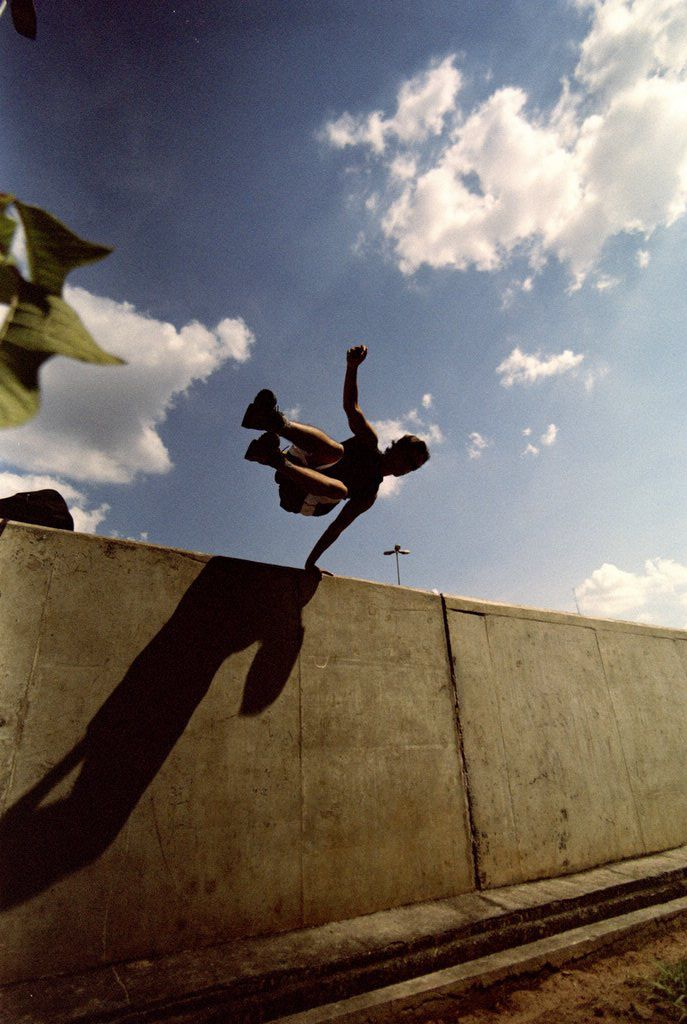
فولت Vault (باركور)

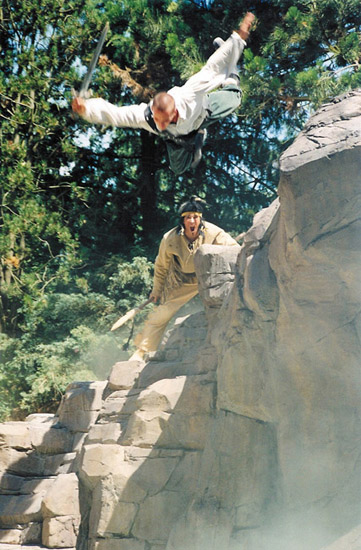
جيروم غاسبار في إحدى عروضه أثناء تصوير

- مشاهد تؤدي بواسطة الجسد : (السقوط من الدرج، القتال، إشعال النار في جسد إنسان، الباركور ...)
- مشاهد تؤدي بواسطة آلات : (الالتفاف بالدراجة النارية، المطاردة أو الانزلاق بسيارة تحمل أنابيب أو أثقال، القفز بدجيت سكي ...)
- مشاهد تؤدي رفقة حيونات : (السقوط من على ظهر الحصان ...)
- مشاهد تؤدي في البحر : (الغطس تحت الأعماق، السقوط في الشلالات ...)
- مشاهد تؤدي في الجو : (السقوط الحر، قيادة الطائرات، الالتفاف بالطائرات ...)

### مؤدوا مشاهد خطيرة حسب نوعية التخصص

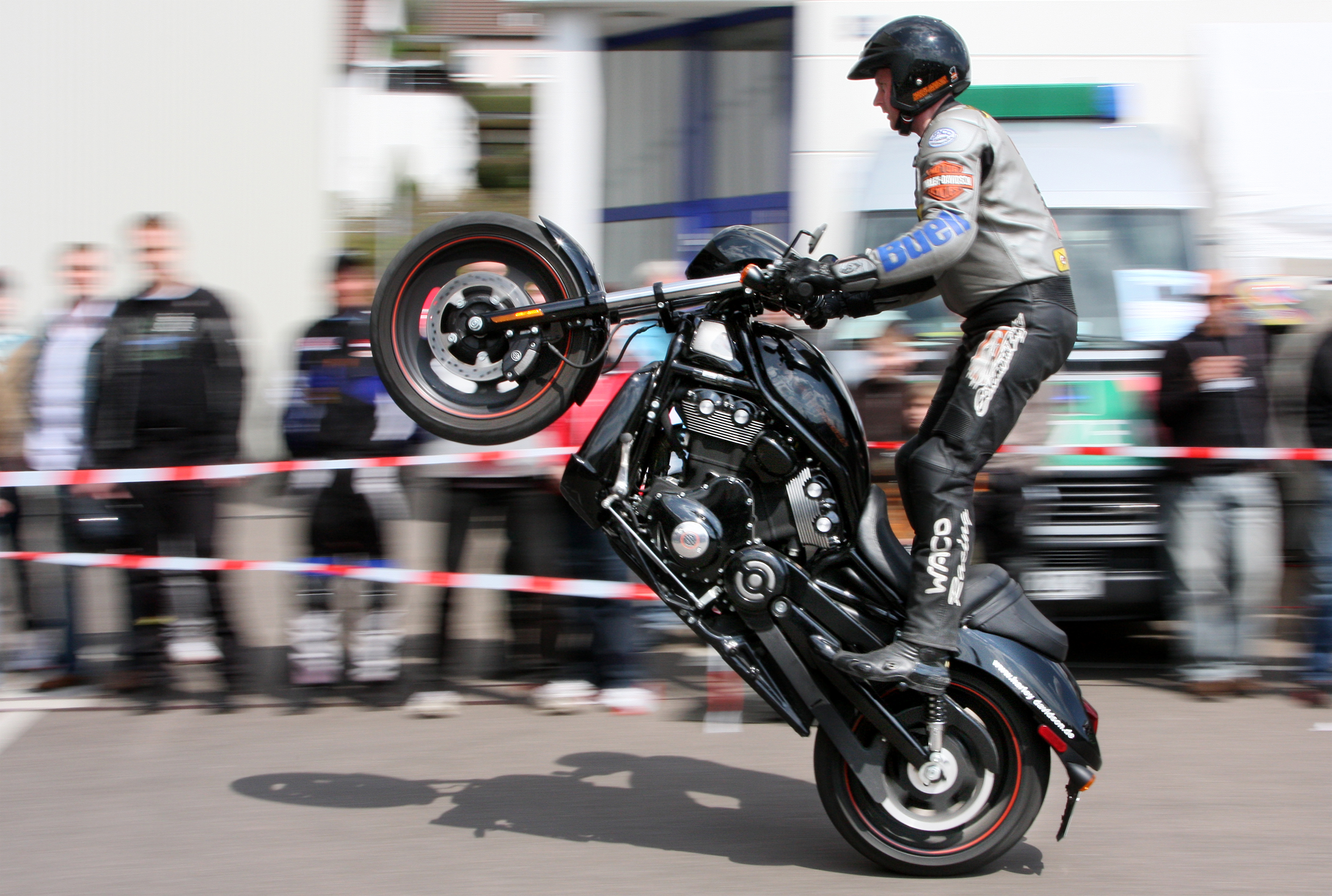
إستعراض لبعض مؤدي الحركات الخطيرة

- مؤدوا مشاهد بواسطة الجسد : جيروم غاسبار، لويس مارك مارتي، سيريل رافايلي ، يوني روش، إيفان شيفر، غي دولورم ...
- مؤدوا مشاهد بواسطة آلات : رولان توتان، جيل دولمار، ريمي جوليان، ألان بريور ...
- مشاهد تؤدي في البحر : لوران لاريو ...
- مشاهد تؤدي رفقة حيونات : ماريو لوراتشي ...

### ممثلون أدوا ويؤدون مشاهد خطيرة بأنفسهم
- جاكي شان منذ بداياته وبفضل أدائه لمشاهد خطيرة في أغلب أفلامه تمكن جاكي شان من اكتساب شهرة واسعة في العالم رغم الكسور والإصابات الخطيرة التي تعرض لها.
- جان بول بلموندو، بما في ذلك أداؤه مشاهد خطيرة بطائرة هليكوبتر.
- برت لانكستر أخصائي المتوازيين وحبل (ولكن تم أرجوحة أبدا على الرغم من أسطورة)، ونادرا ما تضاعف. حيلة شعبية جدا لكرمه غادر منذ ما يعادلها من الطوابع التي يجب أن تحصل عليها لتأمين صحتهم.
- ستيف ماكوين بما في ذلك أداؤه لمشاهد خطيرة بالسيارات والدراجات النارية.
- فيك أرمسترونغ مدير ومنسق ومؤدي مشاهد إثارة خطيرة.
- الممثلة ميشيل رودريغز بطلة سلسلة أفلام الإثارة السرعة والغضب
- عمرو مجايفر
- أحمد زكي
- جيسون ستاثام
- ستيف ماكوين
- سيلفستر ستالون
- أحمد السقا
- باستر كيتون
- دوجلاس فيربانكس
- جون ماريه
- مارتي موراي
- توم كروز
- تشاد ستاهيلسكي

## أخطار مهنة

### مؤدوا مشاهد خطيرة قتلوا أثناء تصوير
- وفاة الممثل براندون لي ابن بروس لي.
- وفاة الممثل البديل جيل دولامار أثناء مطاردة بالسيارة خلال تصوير فيلم القديس يأخذ بالمرصاد سنة 1966.
- مؤدي المشاهد الخطيرة جان فالوكس الذي أهدي له فيلم الإجازات الكبرىبعد ذلك، توفي خلال تأديته لمشهد حيل جوية سنة 1967.
- وفاة مؤدي مشاهد خطيرة المخضرم دار روبنسون إثر سقوطه من دراجته النارية خلال تصوير فيلم مليون دولار من الغموض سنة 1987.
- المصور ألان دوتارتر الذي توفي سنة 16 أغسطس 1999 أثناء تصوير فيلم تاكسي 2 عقب وقوع حادث خلال تأديته مشهد خطير.
- وفاة مؤدي حيل في فريق الفيلم أثناء تصوير فيلم ذا اكسبندابلز 2 2012 ليتم إهداء الفيلم له.[4]
- وفاة الممثل فيك مورو إضافة لطفلين كانا رفقته إثر سقوط طائرة عليه[5]

### حوادث أخر
في عام 2006، تعرض جيرار غافيني لحادث على موقع يورو ديزني ما تسبب له بحروق في قرنية العين.

## جوائز
تعتبر جائزة توروس وورلد ستانت أواردز الجائزة العالمية الوحيدة المخصصة لتكريم ممثلي الظل أو الممثلين الذين يؤدون المشاهد والحركات الخطيرة عوض الممثلين الحقيقيين والذين يتم اختيارهم من قبل أعضاء أكاديمية توروس وورلد ستانت أواردز بعد كل احتفال سنوي للأوسكار بلوس أنجلوس 

## مواقع خارجية
- مقتل ممثل بديل خلال تصوير اخر افلام ستالون
- حركات تسببت بمقتل مؤديها في عالم السينما
- الموضوع: بالصور مشاهد خطيره لتوم كروز من برج دبي
- مشاهد خطيرة كادت تودي بحياة نجوم
- التمثيل مهنة قاتلة أحياناً
- 9 أفلام انتهت بموت نجومها
- إصابات خطيرة تعرض لها مشاهير أثناء التصوير
- ممثلوا هوليود: وبدائلهم الذين يشبهونهم ويؤدون عنهم المشاهد الخطيرة
- (بالفرنسية) مجازف يقاضي شركة ديزني بسبب الإهمال في الصيانة